# Royal Canal
Royal Canal (irsk: An Chanáil Ríoga) er en kanal i det østlige Irland. Den blev oprindeligt bygget til at transportere gods og personer fra Dublin til Longford. Det er en af de to kanaler, der går fra Dublin til floden Shannon, og den blev etableret i direkte konkurrence med Grand Canal fra 1790 til 1871. Den blev brugt sidste gang til godstransport i 1961 og forfaldt herefter. Den er siden blevet restaureret så man fortsat kan sejle på den, og ruten frem til Shannon blev genåbnet den 1. oktober 2010, mens det sidste stykke af kanalen frem til Longford stadig er lukket.
Kanalen er 145 km lang og der er 46 sluse langs dens forløb.